# Квиток до раю
Квиток до раю — другий студійний альбом гурту «Skinhate», записаний на «Moon Records».

## Зміст
1. Всунь (0:55)
2. П. П. (3:39)
3. Слюні (2:39)
4. Квиток до раюⓘ (2:30)
5. Вода (0:54)
6. Три місяці (4:17)
7. Колір за кольором (3:32)
8. Чорне (2:52)
9. Люди=Люди (4:12)
10. Шоколад (3:54)
11. Крига (0:35)
12. Не буде (3:53)
13. Нескінченна (4:42)
14. Так! (3:09)
15. Самоліквідатор (5:11)
16. Орджо (1:05)
17. Висунь (1:21)